# Ommatophora burrowsi
Ommatophora burrowsi là một loài bướm đêm trong họ Erebidae.